# The Ocean Way Sessions
The Ocean Way Sessions é o extended play de estreia da cantora e compositora estadunidense Christina Perri, lançado em 9 de novembro de 2010. A gravação é o primeiro lançamento de Perri na gravadora Atlantic Records.

## Faixas
O alinhamento de faixas do álbum foi revelado no site oficial de Perri.
1. "Bang Bang Bang" – 2:57
2. "Black + Blue" – 2:37
3. "Daydream" – 3:47
4. "Tragedy" – 4:13
5. "Jar of Hearts" – 4:05

## Desempenho nas tabelas musicais

### Posições
| Tabela musical (2010)            | Melhor posição |
| -------------------------------- | -------------- |
| Estados Unidos – Billboard 200   | 144            |
| Estados Unidos - Top Heatseekers | 1              |